# Pirna
Pirna (in sorabo Pěrno) è una città del libero Stato della Sassonia, Germania.
È il capoluogo e il centro maggiore del circondario della Svizzera Sassone-Monti Metalliferi Orientali.
Pirna si fregia del titolo di "Grande città circondariale" (Große Kreisstadt).

## Geografia fisica

### Posizione geografica
Pirna è situata vicino all'Elbsandsteingebirge nella valle dell'Elba, dove i vicini fiumi Wesenitz, dal nord, e Gottleuba dal sud, confluiscono nell'Elba. Pirna è anche chiamata Tor zur Sächsischen Schweiz ("La porta della Svizzera Sassone") e per questo motivo la strada, che va da Pirna verso Pillnitz, Dresda, e Meißen
fino a Diesbar-Seußlitz, fu intitolata nel 1992 Sächsische Weinstraße ("Strada Sassone del Vino"). Nell'agosto del 2002 la città fu gravemente danneggiata dall'alluvione che colpì l'Europa.
È capolinea della linea S2 della S-Bahn di Dresda.

### Comuni vicini
Pirna è situata a sud-est di Dresda. I comuni confinanti sono Bad Gottleuba-Berggießhübel (città), Bahretal, Dohma, Dohna (città),
Dürrröhrsdorf-Dittersbach, Heidenau (città), Königstein (città), Lohmen,
Stadt Wehlen (città), e Struppen.

## Storia

### Preistoria
Manufatti di selce, risalenti dal tardo Paleolitico (intorno al 12.000-8.000 a.C.) fino alla fine dell'ultima era glaciale, sono le prove di un antico insediamento umano della zona. Successivamente, genti appartenenti alla cultura della ceramica lineare, che vivevano coltivando grano ed allevando bestiame, abitarono qui nel Neolitico (5.500-4.000 a.C.) per via delle favorevoli condizioni climatiche e per il Loess.
Attorno al 600 d.C. una tribù slava, i Sorbi, che era composta di pescatori e contadini, succedette alle tribù germaniche nella valle dell'Elba, che avevano vissuto nella zona per circa duecento anni dal IV secolo d.C.
Il nome Pirna deriva dalla frase sorba, na pernem, che significa "sulla pietra dura". La rappresentazione di un pero sullo stemma cittadino fu un concetto fantasioso elaborato successivamente circa il nome della città, infatti pera significa birne in tedesco che suona simile a Pirna.

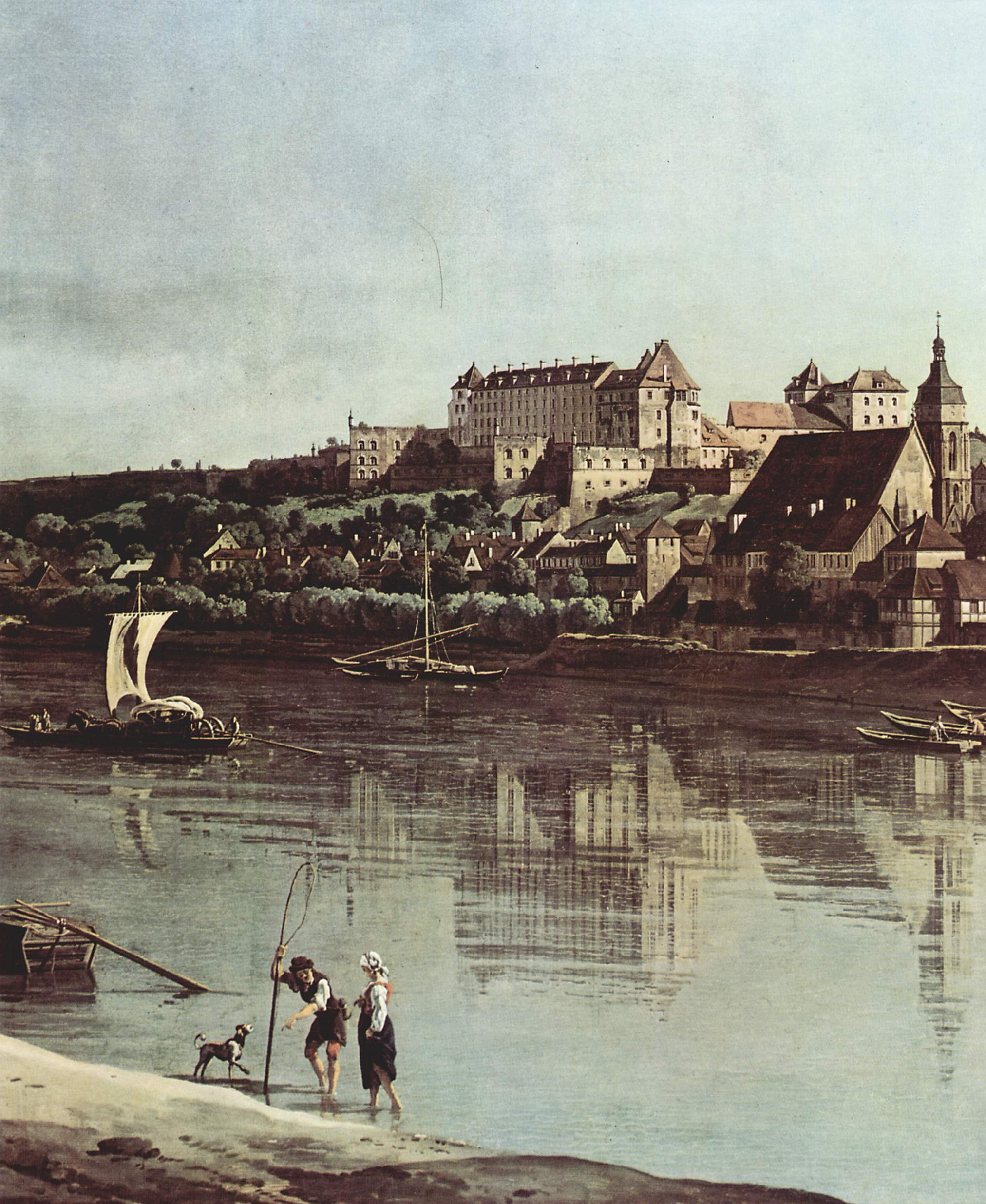
Pirna e il Schloss Sonnenstein, quadro di Bernardo Bellotto detto il Canaletto

### Medioevo
Ci sono testimonianze di un insediamento nella zona di Pirna successivamente alla conquista delle tribù slave e alla fondazione della marca da parte dei tedeschi (Enrico I fondò il castello di Meißen nel 929).
Durante la seconda colonizzazione tedesca la città attuale fu fondata da Enrico III, Margravio di Meißen, infatti Pirna fu menzionata per la prima volta in un documento nel 1233.
Il castello di Pirna, che fu menzionato per la prima volta nel 1269, probabilmente esisteva già nell'XII secolo.
Le strade della città sono allineate da est verso ovest e da nord verso sud formando così una scacchiera, solo le strade ad est della chiesa non sono allineate in tal modo per via del vicino Burgberg.
Nel 1293 il re di Boemia acquistò la città e il castello dal vescovo di Meißen e così Pirna appartenne alla Boemia fino al 1405.

### Era moderna
Nel 1502 fu iniziata la costruzione della nuova chiesa sotto la guida del Meister Peter Ulrich von Pirna.
Con l'introduzione della Riforma in Sassonia nel 1539, Anton Lauterbach, un amico di Martin Lutero, divenne il pastore ed il custode di Pirna.
Nel 1544 il castello, che era strategicamente importante, venne ampliato da Moritz von Sachsen fino a diventare una fortezza tanto inespugnabile che tre anni dopo resistette all'assedio di Johann Friedrich von Sachsen durante la guerra di Smalcalda.
Il 23 aprile 1639 la città fu invasa dalle truppe svedesi comandate da Johan Banér. Durante i cinque mesi di invano assedio della fortezza, la città fu in gran parte devastata e circa 600 persone furono uccise (Pirnarisches Elend, lett. Tormento di Pirna).
Attorno al 1670, la fortezza Festung Sonnenstein fu costruita con moderni concetti militari.
Oggi è sopravvissuta solo la possente muratura di pietra.
Nel 1707 Pirna aveva debiti di più di 100.000 talleri dovuti alla Grande guerra del nord.

### Pirna prussiana
Dopo che i prussiani avevano invaso il territorio senza dichiarare guerra, il 20 agosto 1756 il piccolo esercito sassone scappò verso le zone pianeggianti tra la fortezza di Königstein e il castello di Sonnenstein e lì capitolò il 16 ottobre. Due giorni dopo anche il castello di Sonnenstein si arrese. Nel 1758 le truppe austriache e l'esercito imperiale assediarono la fortezza.

### Pirna napoleonica
Nel 1811 il medico Ernst Gottlob Pienitz aprì un ospedale per problemi mentali nel Sonnenstein, però, il 14 settembre 1813 le truppe francesi occuparono il Sonnenstein obbligando così l'evacuazione dei 275 pazienti. Si impadronirono inoltre degli approvvigionamenti e strapparono le travature del tetto per scongiurare il pericolo di un incendio.
Nel settembre del 1813 Napoleone visse per un breve periodo al Marienhaus vicino al mercato, mentre le truppe francesi difesero la fortezza fino all'11 novembre, quando ci fu la resa di Dresda. Solo, però, in febbraio fu riaperto nuovamente l'ospedale per malati mentali.

### Rivoluzione industriale, riunificazione tedesca e repubblica di Weimar
I primi impianti manifatturieri di Pirna aprirono nel 1774.
Nel 1837, una nave a vapore incominciò un servizio di linea sull'Elba. Alcuni anni dopo fu aperta la linea ferroviaria tra Dresda e Pirna.
Pirna divenne una città industriale nel 1862 con la costruzione di diverse industrie. Tra le più importanti si annoveravano industrie meccaniche, del vetro, della cellulosa, del rayon.
Nel 1875 fu completato il ponte di arenaria sull'Elba (Elbbrücke).
Durante la prima guerra mondiale Pirna divenne sede di un caposaldo militare dove furono acquartierati in via Rottwerndorfe i battaglioni 5 e 12 del reggimento reale sassone di artiglieria campale n. 64.
Nel 1922/23 la popolazione raggiunse i 30.000 abitanti quando la città assorbì numerosi comuni limitrofi tra cui: Posta, Niedervogelgesang, Obervogelgesang, Copitz, Hinterjessen, Neundorf, Zuschendorf, Rottwerndorf e Zehista.

### Seconda guerra mondiale
Dagli inizi del 1940 fino alla fine del giugno 1941, in Pirna una parte del castello di Sonnenstein fu convertito in un centro di eutanasia. Una camera a gas e un forno crematorio furono installati nella cantina del former men's sanitary (costruzione C 16). Erano quattro gli edifici situati nel perimetro dove, tra l'altro, si trovavano gli uffici e gli appartamenti per il personale.
I dormitori per i "disinfestatori" (gli uomini delle SS che svolgevano il compito di gasare e cremare i pazienti) erano nell'attico dell'edificio C 16. È possibile che altre parti degli edifici fossero usate dal programma Aktion T4.
Dalla fine del giugno 1940 fino al settembre 1942 circa 15.000 persone furono uccise dal programma eugenetico e dalla Sonderbehandlung 14f13. Il personale era composto circa da un centinaio di persone. Un terzo di loro fu successivamente mandato nei campi di sterminio della Polonia occupata per la loro esperienza nell'ingannare, uccidere, gassificare, bruciare gente innocente.
Durante agosto e settembre 1942 il centro fu chiuso e le installazioni incriminate, come la camera a gas ed il forno crematorio, furono smantellate. Dall'ottobre 1942 l'edificio fu usato come ospedale militare.

### Espansione comunale
I comuni che sono stati inglobati nel comune di Pirna sono:
- 1850: Hausberggemeinde
- 1922/23: Posta, Niedervogelgesang, Zuschendorf, Neundorf, Rottwerndorf, Hinter-Jessen e Copitz
- 1930: Zehista
- 1950: Cunnersdorf, Mockethal, Zatzschkepp
- 1971: Liebethal
- 1974: Krietzschwitz, Obervogelgesang
- 1º gennaio 1999: Birkwitz-Pratzschwitz, Graupa[2]

### Popolazione
Variazione della popolazione (dal 1960, al 31 dicembre):
1834 fino al 1946
- 1834 - 5.556
- 1875 - 10.581
- 1880 - 11.670
- 1933 - 33.656
- 1939 - 36.325
- 1946 - 37.426 [nota 1]

1950 fino al 1997
- 1950 - 38.676 [nota 2]
- 1960 - 41.111
- 1981 - 48.387
- 1984 - 47.601
- 1995 - 39.194
- 1997 - 38.673

1998 fino al 2003
- 1998 - 42.728
- 1999 - 42.553
- 2000 - 42.108
- 2001 - 41.432
- 2002 - 40.853
- 2003 - 40.593
- 2019 - 38.422

1. ↑  29 ottobre
2. ↑  31 agosto

## Dialetto
Il dialetto più parlato a Pirna è il dialetto Sassone chiamato: Südostmeißnischer, che è uno dei cinque gruppi di dialetti definiti Meißenisch.

## Amministrazione

### Gemellaggi
- Varkaus, dal 1961
- Děčín, dal 1975
- Longuyon, dal 1980
- Bolesławiec, dal 1980
- Remscheid, dal 1990
- Baienfurt
- Reutlingen
- Capannori, dal 2016

## Cultura e siti di interesse

### Musei
- Museo di Pirna, Stadtmuseum Pirna, è situato al 2 Klosterhof
- Le collezioni botaniche e il Landschloss Pirna - Zuschendorf
- Richard Wagner Museum Graupa

### Edifici
- Vedi anche: (DE)  la vecchia pianta di Pirna e il giro della città

### Musica
- Neue Elbland Philharmonie composta da 60 musicisti, esegue circa 160 concerti all'anno.
- Pirnaer Jazznacht che nel 2004 è arrivato alla sua quinta edizione.